# Festivalbar
Il Festivalbar è stata una manifestazione musicale ideata da Vittorio Salvetti, svoltasi principalmente in Italia ogni anno nel periodo estivo dal 1964 al 2007.

## Storia

### L'ideazione e l'affermazione

Vittorio Salvetti, durante la serata inaugurale del Festivalbar 1969 a Sistiana, consegna a Liana Orfei il premio Volto del juke-box e al sarto Angelo Litrico il premio Sarto dei Giovani; il premio è la scultura "Dama bianca" di Marcello Mascheroni

Il Festivalbar nasce nel 1964 da un'idea dell'autore televisivo Vittorio Salvetti. La misurazione delle preferenze del pubblico avveniva attraverso quelli che ai tempi erano i principali apparecchi utilizzati per l'ascolto pubblico della musica, i jukebox disseminati nei bar di tutta Italia (da cui il nome della kermesse): ad ogni apparecchio veniva applicato un "contatore" che rilevava quante volte ogni brano veniva selezionato e riprodotto dagli utenti. Da questo congegno nascerà il neologismo "gettonare", dal momento che nei jukebox, per poter riprodurre una canzone, occorreva inserire un gettone o una moneta; alla fine dell'estate, a decretare il vincitore era la somma di tutte le "gettonature".
Il Festivalbar aveva un'unica premiazione finale a settembre, che a partire dal 1967 diventerà una vera e propria serata televisiva, in onda sulle reti Rai fino al 1982: dato il crescente riscontro, la serata finale nel 1975 trasloca da Asiago – dove si era svolta sino all'anno precedente, con le eccezioni delle edizioni 1965 (svoltasi a Milano), 1966 e 1967 (svoltesi invece a Salice Terme) – all'Arena di Verona, che ne diventerà così sede "storica".

### Il pieno successo nella televisione commerciale
Nel 1983 il Festivalbar passa sulle reti Fininvest (dapprima su Canale 5, poi su Italia 1 a partire dal 1989) e cambia regolamento e format, piegandosi maggiormente alle logiche degli ascolti televisivi e diventando un vero e proprio programma itinerante, ripreso settimanalmente da una diversa piazza d'Italia. Alcune location (come l'arena Alpe Adria di Lignano Sabbiadoro) diventeranno "storiche", ospitando la manifestazione canora per molti anni consecutivi; nel 1997 due puntate si svolgono nell'Arena di Pola, in Croazia. Viene cambiato anche il meccanismo di voto: le "gettonature" assumono un ruolo sempre meno rilevante, data anche la progressiva scomparsa dei riproduttori pubblici dai bar italiani. Il vincitore viene quindi stabilito in base al numero di passaggi radiofonici e televisivi ottenuti e dai risultati di vendita.
L'edizione del 1986 segna una novità all'interno del solito rituale: nasce il Festivalbar 33', ovvero la premiazione del miglior album discografico (così chiamata in omaggio ai dischi LP a 33 giri, rimasti per decenni tra i principali supporti per l'incisione degli album musicali dell'estate). La popolarità di cui ha sempre goduto e lo spazio televisivo guadagnato (sempre maggiore) hanno contribuito a rendere il Festivalbar un appuntamento irrinunciabile dell'estate. È proprio dal suo palco che sono stati lanciati la maggior parte dei cosiddetti tormentoni estivi, e molti artisti emergenti hanno trovato spazio grazie anche all'introduzione, in anni recenti, di un premio speciale (detto premio Rivelazione) per i nuovi talenti.

L'inglese Tracy Spencer festeggia la vittoria al Festivalbar 1986 con Run to Me insieme ai conduttori Claudio Cecchetto e Susanna Messaggio.

Il Festivalbar ha portato fortuna anche a molti dei suoi presentatori: negli anni ottanta, ad esempio, ha segnato il debutto in prima serata di una giovanissima Licia Colò, e nel decennio successivo ha costituito un importante trampolino di lancio per Amadeus e Fiorello (che in questa occasione stringe un solido e proficuo sodalizio artistico con Alessia Marcuzzi), entrambi inizialmente deejay e presentatori di programmi musicali ma "consacrati" in seguito come due tra i principali intrattenitori e showmen italiani.
Negli anni novanta il Festivalbar effettua alcuni aggiustamenti di rotta, partendo tradizionalmente a fine maggio, con un galà di apertura registrato in un'unica serata ma trasmesso in due parti, per proseguire per i mesi di giugno e luglio con due o tre appuntamenti dalle varie piazze italiane, che vanno in onda in differita (con un ritardo variabile da pochi giorni a una settimana) e suddivisi per distribuire in più puntate le esibizioni, rigorosamente in playback. Dopo una breve pausa ad agosto, a settembre va in onda il galà finale, anch'esso sempre registrato in un'unica soluzione ma a volte trasmesso in due serate.
Assume importanza anche un breve spin-off chiamato Anteprima Festivalbar, in onda a partire dal 1987, costituito da un montaggio (trasmesso come striscia quotidiana in vari orari oppure con un unico appuntamento settimanale spesso in seconda serata o in tarda mattinata) di varie riprese nei backstage o durante le prove, interviste agli artisti e approfondimenti sulla località ospitante. Queste ultime informazioni vengono poi riprese nella tradizionale cartolina, ovvero una sorta di mini-spot con la voce di Vittorio Salvetti che introduceva il luogo che ospita la tappa, in onda durante la puntata vera e propria.

I Lùnapop premiati come vincitori assoluti del Festivalbar 2000 con Qualcosa di grande

In questi anni il Festivalbar condivide spesso il palcoscenico con le selezioni italiane del concorso di bellezza europeo The Look of the Year, che si proponeva di eleggere una miss che rappresentasse l'Italia nelle finali, che si sarebbero tenute alla fine dell'estate con la partecipazione di ragazze provenienti da tutti i paesi europei. A ogni tappa venivano presentate alcune concorrenti di cui però solo una "passava il turno" (spesso il metodo di valutazione utilizzato era la semplice acclamazione del pubblico in piazza, chiamato ad esprimere rumorosamente il suo gradimento per una delle concorrenti), fino alla proclamazione della vincitrice che solitamente ha luogo nella serata finale della manifestazione. Durante una di queste selezioni è stata proposta Elenoire Casalegno, che, tappa dopo tappa, ha conquistato l'accesso alla finale europea. Allo stesso periodo risale una polemica nata dopo che il Ministero dei Beni Culturali aveva negato le autorizzazioni necessarie per svolgere il galà finale all'Arena di Verona, ufficialmente appellandosi a un divieto normativo, ma in realtà temendo il danneggiamento dell'importante e storica struttura, dato il grandissimo afflusso di pubblico che la manifestazione richiamava. Durante questo periodo di lontananza anche la serata finale assume un carattere itinerante, svolgendosi ogni anno in una piazza diversa ma sempre in cornici storicamente e architettonicamente prestigiose, tra le quali si ricordano Piazza degli Scacchi a Marostica, la Piazza del Popolo di Ascoli Piceno e Piazza del Plebiscito a Napoli.
Vittorio Salvetti - ideatore del Festivalbar e presentatore di venti edizioni della kermesse - muore prematuramente nel 1998, anno in cui la finale ritorna ad avere luogo nell'Arena di Verona, come egli aveva fortemente voluto per quell'ultima edizione che lo avrebbe visto come organizzatore. Alla produzione della manifestazione subentra l'anno successivo il figlio Andrea, già co-conduttore delle edizioni 1987 e 1988.

### La crisi e la chiusura
Dal 2002 cominciano a intravedersi i primi segnali di crisi: edizione dopo edizione il numero degli artisti internazionali partecipanti inizia a calare costantemente e, a un certo punto, viene accantonato il playback, con molti cantanti che iniziano a esibirsi dal vivo. Il programma, tuttavia, sembra ancora ottenere il favore del pubblico, con discreti risultati in termini di share, ma l'edizione del 2006 registra invece ascolti molto deludenti.
Per via degli enormi costi per avere sul palco i big della canzone italiana e soprattutto le stelle internazionali, divenuti ormai insostenibili, e vista anche la grande difficoltà nel reperire quegli sponsor che sono sempre stati il vero motore della manifestazione, l'edizione del 2007 si svolge in sole tre città: Milano per il galà d'apertura, Catania e, come di consueto, Verona per la finale. La produzione tenta quindi di rilanciare la manifestazione includendo anche Internet tra i mezzi per misurare il gradimento del pubblico: viene aperta una pagina MySpace in cui gli utenti avevano la possibilità di dialogare direttamente con lo staff e il cast e di visionare contenuti audio e video esclusivi (interviste e riprese dietro le quinte) e viene istituito il premio Digital, assegnato al pezzo più scelto e scaricato dai navigatori della rete, che verrà vinto dai Tokio Hotel con il brano Monsoon. Nonostante tali tentativi di rinnovare il programma rendendolo più accattivante per il pubblico più giovane, questa edizione si rivelerà comunque un flop ed è appunto rimasta l'ultima del Festivalbar.
L'edizione del 2008, inizialmente annunciata con la conduzione di Teo Mammucari e Lucilla Agosti, non si svolge per mancanza di fondi, ma viene comunque pubblicata – per l'ultima volta dopo trent'anni – la tradizionale compilation che raccoglie tutti i successi dell'estate.
L'artista che ha vinto più Festivalbar è Vasco Rossi, con tre edizioni all'attivo (1983, 1998 e 2001).

## Edizioni
Nella seguente tabella sono elencate le singole edizioni, con indicazione dei conduttori e dei vincitori di categoria.
| Anno | Emittente televisiva/radiofonica | Presentatori      | Presentatori       | Presentatori       | Presentatori         | Presentatori         | Brano vincitore                                                               | Disco Verde                                                                            | Premio album                                  | Premio radio                                      | Rivelazione italiana                   | Conduttori Anteprima Festivalbar | Conduttori Anteprima Festivalbar | Conduttori Anteprima Festivalbar | Conduttori Anteprima Festivalbar |
| ---- | -------------------------------- | ----------------- | ------------------ | ------------------ | -------------------- | -------------------- | ----------------------------------------------------------------------------- | -------------------------------------------------------------------------------------- | --------------------------------------------- | ------------------------------------------------- | -------------------------------------- | -------------------------------- | -------------------------------- | -------------------------------- | -------------------------------- |
| 1964 | Radio Juke-Box                   | Vittorio Salvetti | Vittorio Salvetti  | Vittorio Salvetti  | Non presente         | Non presente         | Bobby Solo – Credi a me                                                       | Non assegnato                                                                          | Non assegnato                                 | Non assegnato                                     | Non assegnato                          | Non presenti                     | Non presenti                     | Non presenti                     | Non presenti                     |
| 1965 | Radio Juke-Box                   | Vittorio Salvetti | Vittorio Salvetti  | Vittorio Salvetti  | Non presente         | Non presente         | Petula Clark – Ciao ciao                                                      | Non assegnato                                                                          | Non assegnato                                 | Non assegnato                                     | Non assegnato                          | Non presenti                     | Non presenti                     | Non presenti                     | Non presenti                     |
| 1966 | Radio Juke-Box                   | Vittorio Salvetti | Vittorio Salvetti  | Vittorio Salvetti  | Non presente         | Non presente         | Caterina Caselli – Perdono                                                    | Non assegnato                                                                          | Non assegnato                                 | Non assegnato                                     | Non assegnato                          | Non presenti                     | Non presenti                     | Non presenti                     | Non presenti                     |
| 1967 | Rai 2                            | Vittorio Salvetti | Vittorio Salvetti  | Vittorio Salvetti  | Non presente         | Non presente         | Rocky Roberts – Stasera mi butto                                              | Al Bano - Nel sole                                                                     | Non assegnato                                 | Non assegnato                                     | Non assegnato                          | Non presenti                     | Non presenti                     | Non presenti                     | Non presenti                     |
| 1968 | Rai 1                            | Vittorio Salvetti | Vittorio Salvetti  | Vittorio Salvetti  | Rosanna Vaudetti     | Rosanna Vaudetti     | Adamo – Affida una lacrima al vento                                           | Sergio Leonardi – Non ti scordar di me                                                 | Non assegnato                                 | Non assegnato                                     | Non assegnato                          | Non presenti                     | Non presenti                     | Non presenti                     | Non presenti                     |
| 1969 | Rai 1                            | Vittorio Salvetti | Vittorio Salvetti  | Vittorio Salvetti  | Non presente         | Non presente         | Lucio Battisti – Acqua azzurra, acqua chiara                                  | Romina Power – Acqua di mare                                                           | Non assegnato                                 | Non assegnato                                     | Non assegnato                          | Non presenti                     | Non presenti                     | Non presenti                     | Non presenti                     |
| 1970 | Rai 1                            | Vittorio Salvetti | Vittorio Salvetti  | Vittorio Salvetti  | Rosanna Vaudetti     | Rosanna Vaudetti     | Lucio Battisti – Fiori rosa fiori di pesco                                    | Christian – Firmamento                                                                 | Non assegnato                                 | Non assegnato                                     | Non assegnato                          | Non presenti                     | Non presenti                     | Non presenti                     | Non presenti                     |
| 1971 | Rai 1                            | Vittorio Salvetti | Vittorio Salvetti  | Vittorio Salvetti  | Non presente         | Non presente         | Demis Roussos – We Shall Dance                                                | Non assegnato                                                                          | Non assegnato                                 | Non assegnato                                     | Non assegnato                          | Non presenti                     | Non presenti                     | Non presenti                     | Non presenti                     |
| 1972 | Rai 1                            | Vittorio Salvetti | Vittorio Salvetti  | Vittorio Salvetti  | Non presente         | Non presente         | Mia Martini – Piccolo uomo                                                    | Non assegnato                                                                          | Non assegnato                                 | Non assegnato                                     | Non assegnato                          | Non presenti                     | Non presenti                     | Non presenti                     | Non presenti                     |
| 1973 | Rai 1                            | Vittorio Salvetti | Vittorio Salvetti  | Vittorio Salvetti  | Non presente         | Non presente         | Mia Martini – Minuetto Marcella Bella – Io domani                             | Ciro Dammicco – Un uomo nella vita La Bionda – Chi?                                    | Non assegnato                                 | Non assegnato                                     | Non assegnato                          | Non presenti                     | Non presenti                     | Non presenti                     | Non presenti                     |
| 1974 | Rai 1                            | Vittorio Salvetti | Vittorio Salvetti  | Vittorio Salvetti  | Non presente         | Non presente         | Claudio Baglioni – E tu...                                                    | Non assegnato                                                                          | Non assegnato                                 | Non assegnato                                     | Non assegnato                          | Non presenti                     | Non presenti                     | Non presenti                     | Non presenti                     |
| 1975 | Rai 1                            | Vittorio Salvetti | Vittorio Salvetti  | Vittorio Salvetti  | Non presente         | Non presente         | Drupi – Due Gloria Gaynor – Reach Out (I'll Be There)                         | Non assegnato                                                                          | Non assegnato                                 | Non assegnato                                     | Non assegnato                          | Non presenti                     | Non presenti                     | Non presenti                     | Non presenti                     |
| 1976 | Rai 1                            | Vittorio Salvetti | Vittorio Salvetti  | Vittorio Salvetti  | Non presente         | Non presente         | Gianni Bella – Non si può morire dentro                                       | Riccardo Fogli – Mondo                                                                 | Non assegnato                                 | Non assegnato                                     | Non assegnato                          | Non presenti                     | Non presenti                     | Non presenti                     | Non presenti                     |
| 1977 | Rai 1                            | Vittorio Salvetti | Vittorio Salvetti  | Vittorio Salvetti  | Non presente         | Non presente         | Umberto Tozzi – Ti amo                                                        | Gli Opera – Stelle su di noi Tombstones – Maledentro El Pasador – Amada mia, amore mio | Non assegnato                                 | Non assegnato                                     | Non assegnato                          | Non presenti                     | Non presenti                     | Non presenti                     | Non presenti                     |
| 1978 | Rai 1                            | Vittorio Salvetti | Vittorio Salvetti  | Vittorio Salvetti  | Non presente         | Non presente         | Alunni del Sole – Liù Kate Bush – Wuthering Heights                           | Pino Daniele – Ca' Calore Walter Foini – Una donna, una storia                         | Non assegnato                                 | Non assegnato                                     | Non assegnato                          | Non presenti                     | Non presenti                     | Non presenti                     | Non presenti                     |
| 1979 | Rai 1                            | Vittorio Salvetti | Vittorio Salvetti  | Vittorio Salvetti  | Non presente         | Non presente         | Alan Sorrenti – Tu sei l'unica donna per me                                   | Euro Cristiani – L'amore è quando non c'è più                                          | Non assegnato                                 | Non assegnato                                     | Non assegnato                          | Non presenti                     | Non presenti                     | Non presenti                     | Non presenti                     |
| 1980 | Rai 1                            | Vittorio Salvetti | Vittorio Salvetti  | Vittorio Salvetti  | Non presente         | Non presente         | Miguel Bosé – Olympic Games                                                   | Alex Damiani – Cambierò, cambierai                                                     | Non assegnato                                 | Non assegnato                                     | Non assegnato                          | Non presenti                     | Non presenti                     | Non presenti                     | Non presenti                     |
| 1981 | Rai 2                            | Vittorio Salvetti | Vittorio Salvetti  | Vittorio Salvetti  | Non presente         | Non presente         | Rettore – Donatella                                                           | Accademia – Il cavaliere del vento                                                     | Non assegnato                                 | Non assegnato                                     | Non assegnato                          | Non presenti                     | Non presenti                     | Non presenti                     | Non presenti                     |
| 1982 | Rai 2                            | Vittorio Salvetti | Vittorio Salvetti  | Vittorio Salvetti  | Non presente         | Non presente         | Loredana Bertè – Non sono una signora Miguel Bosé – Bravi ragazzi Ron – Anima | Giuni Russo – Un'estate al mare                                                        | Non assegnato                                 | Non assegnato                                     | Non assegnato                          | Non presenti                     | Non presenti                     | Non presenti                     | Non presenti                     |
| 1983 | Canale 5                         | Claudio Cecchetto | Marina Perzy       | Marina Perzy       | Eleonora Brigliadori | Eleonora Brigliadori | Vasco Rossi – Bollicine                                                       | Scialpi – Rocking Rolling                                                              | Non assegnato                                 | Non assegnato                                     | Non assegnato                          | Non presenti                     | Non presenti                     | Non presenti                     | Non presenti                     |
| 1984 | Canale 5                         | Claudio Cecchetto | Ramona Dell'Abate  | Ramona Dell'Abate  | Ramona Dell'Abate    | Ramona Dell'Abate    | Gianna Nannini – Fotoromanza                                                  | Champagne Molotov – C'è la neve Luca Carboni – Ci stiamo sbagliando Raf – Self Control | Non assegnato                                 | Non assegnato                                     | Non assegnato                          | Non presenti                     | Non presenti                     | Non presenti                     | Non presenti                     |
| 1985 | Canale 5                         | Vittorio Salvetti | Gabriella Carlucci | Licia Colò         | Susanna Messaggio    | Susanna Messaggio    | Righeira – L'estate sta finendo                                               | Baltimora – Tarzan Boy                                                                 | Non assegnato                                 | Non assegnato                                     | Non assegnato                          | Non presenti                     | Non presenti                     | Non presenti                     | Non presenti                     |
| 1986 | Canale 5                         | Claudio Cecchetto | Gerry Scotti       | Gerry Scotti       | Susanna Messaggio    | Susanna Messaggio    | Tracy Spencer – Run to Me                                                     | Spagna – Easy Lady Schirone – Onde                                                     | Eros Ramazzotti – Nuovi eroi                  | Non assegnato                                     | Non assegnato                          | Non presenti                     | Non presenti                     | Non presenti                     | Non presenti                     |
| 1987 | Canale 5                         | Claudio Cecchetto | Andrea Salvetti    | Andrea Salvetti    | Susanna Messaggio    | Susanna Messaggio    | Spagna – Dance Dance Dance                                                    | Kiki Gaida – Isole Vergini                                                             | Zucchero – Blue's                             | Non assegnato                                     | Non assegnato                          | Claudio Cecchetto                | Susanna Messaggio                | Andrea Salvetti                  | Andrea Salvetti                  |
| 1988 | Canale 5                         | Gerry Scotti      | Andrea Salvetti    | Andrea Salvetti    | Non presente         | Non presente         | Scialpi e Scarlett – Pregherei                                                | Ciao Fellini – La mia banda suona il rock                                              | Tullio De Piscopo – Bello carico              | Non assegnato                                     | Non assegnato                          | Gerry Scotti                     | Gerry Scotti                     | Andrea Salvetti                  | Andrea Salvetti                  |
| 1989 | Italia 1                         | Gerry Scotti      | Susanna Messaggio  | Susanna Messaggio  | Non presente         | Non presente         | Raf – Ti pretendo                                                             | Ladri di Biciclette – Dr. Jazz & Mr. Funk                                              | Edoardo Bennato – Abbi dubbi                  | Non assegnato                                     | Non assegnato                          | Gerry Scotti                     | Gerry Scotti                     | Susanna Messaggio                | Susanna Messaggio                |
| 1990 | Italia 1                         | Gerry Scotti      | Susanna Messaggio  | Susanna Messaggio  | Non presente         | Non presente         | Francesco Baccini e Ladri di Biciclette – Sotto questo sole                   | Ligabue – Balliamo sul mondo                                                           | Eros Ramazzotti – In ogni senso               | Non assegnato                                     | Non assegnato                          | Giorgio Medail                   | Giorgio Medail                   | Michela Vittoria Brambilla       | Michela Vittoria Brambilla       |
| 1991 | Italia 1                         | Gerry Scotti      | Susanna Messaggio  | Susanna Messaggio  | Sergio Vastano       | Sergio Vastano       | Gino Paoli – Quattro amici                                                    | Rosalinda Celentano – Quanti treni                                                     | Marco Masini – Malinconoia                    | Non assegnato                                     | Non assegnato                          | Linus                            | Linus                            | Federica Panicucci               | Federica Panicucci               |
| 1992 | Italia 1                         | Gerry Scotti      | Linda Lorenzi      | Linda Lorenzi      | Linda Lorenzi        | Linda Lorenzi        | Luca Carboni – Mare mare                                                      | Non assegnato                                                                          | Roberto Vecchioni – Camper                    | Non assegnato                                     | Non assegnato                          | Niki Giustini                    | Benedetta Mazzini                | Matilde Zarcone                  | Matilde Zarcone                  |
| 1993 | Italia 1                         | Amadeus           | Federica Panicucci | Fiorello           | Claudio Cecchetto    | Claudio Cecchetto    | Raf – Il battito animale                                                      | Non assegnato                                                                          | 883 – Nord sud ovest est                      | Non assegnato                                     | Non assegnato                          | Amadeus                          | Federica Panicucci               | Fiorello                         | Claudio Cecchetto                |
| 1994 | Italia 1                         | Amadeus           | Federica Panicucci | Non presente       | Non presente         | Non presente         | Umberto Tozzi – Io muoio di te                                                | Non assegnato                                                                          | Miguel Bosé – Sotto il segno di Caino         | Non assegnato                                     | Non assegnato                          | Amadeus                          | Federica Panicucci               | Non presente                     | Non presente                     |
| 1995 | Italia 1                         | Amadeus           | Federica Panicucci | Laura Freddi       | Laura Freddi         | Laura Freddi         | 883 – Tieni il tempo                                                          | Non assegnato                                                                          | Zucchero – Spirito DiVino                     | Non assegnato                                     | Non assegnato                          | Amadeus                          | Federica Panicucci               | Laura Freddi                     | Laura Freddi                     |
| 1996 | Italia 1                         | Amadeus           | Alessia Marcuzzi   | Corona             | Corona               | Corona               | Eros Ramazzotti – Più bella cosa                                              | Non assegnato                                                                          | Eros Ramazzotti – Dove c'è musica             | Non assegnato                                     | Articolo 31 – Tranqi Funky             | Amadeus                          | Alessia Marcuzzi                 | Corona                           | Corona                           |
| 1997 | Italia 1                         | Amadeus           | Alessia Marcuzzi   | Simona Ventura     | Natalia Estrada      | Elenoire Casalegno   | Pino Daniele – Che male c'è                                                   | Non assegnato                                                                          | Pino Daniele – Dimmi cosa succede sulla terra | Non assegnato                                     | Paola & Chiara – Bella                 | Elenoire Casalegno               | Elenoire Casalegno               | Elenoire Casalegno               | Elenoire Casalegno               |
| 1998 | Italia 1                         | Fiorello          | Alessia Marcuzzi   | Non presente       | Non presente         | Non presente         | Vasco Rossi – Io no                                                           | Non assegnato                                                                          | Vasco Rossi – Canzoni per me                  | Non assegnato                                     | Sottotono – Dimmi di sbagliato che c'è | Fiorello                         | Fiorello                         | Alessia Marcuzzi                 | Alessia Marcuzzi                 |
| 1999 | Italia 1                         | Fiorello          | Alessia Marcuzzi   | Non presente       | Non presente         | Non presente         | Jovanotti – Un raggio di sole                                                 | Non assegnato                                                                          | Jovanotti – Lorenzo 1999 - Capo Horn          | Non assegnato                                     | Alex Britti – Mi piaci                 | Fiorello                         | Fiorello                         | Alessia Marcuzzi                 | Alessia Marcuzzi                 |
| 2000 | Italia 1                         | Fiorello          | Alessia Marcuzzi   | Non presente       | Non presente         | Non presente         | Lùnapop – Qualcosa di grande                                                  | Non assegnato                                                                          | Ligabue – Miss Mondo                          | Paola & Chiara – Vamos a bailar (Esta vida nueva) | Non assegnato                          | Fiorello                         | Fiorello                         | Alessia Marcuzzi                 | Alessia Marcuzzi                 |
| 2001 | Italia 1                         | Daniele Bossari   | Alessia Marcuzzi   | Natasha Stefanenko | Natasha Stefanenko   | Natasha Stefanenko   | Vasco Rossi – Ti prendo e ti porto via                                        | Non assegnato                                                                          | Vasco Rossi – Stupido Hotel                   | Raf – Infinito                                    | Valeria Rossi – Tre parole             | Daniele Bossari                  | Natasha Stefanenko               | Alessia Marcuzzi                 | Alessia Marcuzzi                 |
| 2002 | Italia 1                         | Daniele Bossari   | Alessia Marcuzzi   | Michelle Hunziker  | Michelle Hunziker    | Michelle Hunziker    | Ligabue – Tutti vogliono viaggiare in prima                                   | Non assegnato                                                                          | Zucchero – Shake                              | Non assegnato                                     | Tiziano Ferro – Rosso relativo         | Marco Maccarini                  | Marco Maccarini                  | Marco Maccarini                  | Marco Maccarini                  |
| 2003 | Italia 1                         | Marco Maccarini   | Marco Maccarini    | Michelle Hunziker  | Michelle Hunziker    | Michelle Hunziker    | Eros Ramazzotti – Un'emozione per sempre                                      | Non assegnato                                                                          | Eros Ramazzotti – 9                           | Neffa – Prima di andare via                       | Le Vibrazioni – In una notte d'estate  | Filippo Nardi                    | Filippo Nardi                    | Filippo Nardi                    | Filippo Nardi                    |
| 2004 | Italia 1                         | Marco Maccarini   | Marco Maccarini    | Irene Grandi       | Irene Grandi         | Irene Grandi         | Zucchero – Il grande Baboomba                                                 | Non assegnato                                                                          | Biagio Antonacci – Convivendo - Parte I       | Non assegnato                                     | Luca Dirisio – Calma e sangue freddo   | Filippo Nardi                    | Filippo Nardi                    | Filippo Nardi                    | Filippo Nardi                    |
| 2005 | Italia 1                         | Fabio De Luigi    | Fabio De Luigi     | Vanessa Incontrada | Vanessa Incontrada   | Vanessa Incontrada   | Nek – Lascia che io sia                                                       | Non assegnato                                                                          | Max Pezzali – TuttoMax                        | Non assegnato                                     | Negramaro – Estate                     | Jessica Polsky                   | Jessica Polsky                   | Jessica Polsky                   | Jessica Polsky                   |
| 2006 | Italia 1                         | Mago Forest       | Cristina Chiabotto | Cristina Chiabotto | Ilary Blasi          | Ilary Blasi          | Ligabue – Happy Hour                                                          | Non assegnato                                                                          | Gianna Nannini – Grazie                       | Non assegnato                                     | Zero Assoluto – Sei parte di me        | Massimiliano Varrese             | Massimiliano Varrese             | Massimiliano Varrese             | Massimiliano Varrese             |
| 2007 | Italia 1                         | Enrico Silvestrin | Giulio Golia       | Giulio Golia       | Elisabetta Canalis   | Elisabetta Canalis   | Negramaro – Parlami d'amore                                                   | Non assegnato                                                                          | Biagio Antonacci – Vicky Love                 | Irene Grandi – Bruci la città                     | Non assegnato                          | Filippo Nardi                    | Filippo Nardi                    | Filippo Nardi                    | Filippo Nardi                    |